# Kamienka (okres Humenné)
Kamienka je obec na Slovensku v okrese Humenné v Prešovském kraji ležící na úpatí Vihorlatských vrchů. Žije zde 526 obyvatel.
První písemná zmínka pochází z roku 1451. Nachází se zde římskokatolický kostel svatého Jana Nepomuckého.